# Richard Lintner
Richard Lintner (* 15. listopad 1977, Trenčín) je bývalý slovenský hokejový obránce, řadil se mezi výrazně ofenzivní typy.

## Klubový hokej
Lintner začínal s hokejem v rodném městě, v klubu Dukla Trenčín. V sezóně 1995/96 debutoval v extralize, když nastoupil na dva zápasy. V roce 1996 ho draftoval v pátém kole z celkového 119. místa klub NHL - Phoenix Coyotes. Následující dvě sezóny hrál v nižších severoamerických soutěžích (AHL a IHL). V sezóně 1999/2000 absolvoval premiéru v NHL, když za Nashville Predators odehrál 33 zápasů. V následujícím ročníku odehrál 50 utkání. Sezónu 2000/01 začal v Dukle Trenčín, po šesti zápasech uzavřel smlouvu se švédským klubem MoDo Hockey. Před následujícím ročníkem se vrátil do NHL, působil v New York Rangers a Pittsburgh Penguins, jakož i ve farmářské AHL.
V ročníku 2003/04 hrával ve švédském Djurgårdens IF, zařadil se k nejproduktivnějším obráncem soutěže. Další dva roky byl hráčem švýcarského klubu Fribourg-Gottéron, přičemž po prvním ročníku byl vyhlášen za čtvrtého nejlepšího zahraničního obránce soutěže. Od sezóny 2006/07 působil znovu v Elitserien. První rok hrával za nováčka soutěže Skellefteå AIK, koncem března se však zranil a závěr ročníku vynechal.  Před dalším ročníkem s ním podepsal Färjestads BK půlroční kontrakt (kvůli vysokým daním), za klub nastupoval od října (dříve odehrál pět zápasů v Dukle Trenčín). Od sezóny 2008/09 byl hráčem běloruského klubu Dinamo Minsk v KHL. Sezónu 2010/11 odehrál ve finském klubu SaiPa Lappeenranta, kde nastoupil na 29 zápasů, ve kterých zaznamenal 20 kanadských bodů (10 +10). V následující sezóně odehrál ve stejném klubu 21 zápasů (2 +5). V prosinci 2011 přestoupil na hostování do klubu Lukko Rauma.
V sezóně 2012/13 se nejdříve dohodl na po krátkodobém působení s extraligový klubem ŠHK 37 Piešťany (dva zápasy) a později odehrál pět zápasů v Dukle Trenčín. Začátkem ledna se se švédským mužstvem BK Rögle dohodl na krátkodobém kontraktu řízení do 25. ledna 2013.

Působil i v ruské KHL v týmu Dinamo Minsk. V únoru 2015 ukončil hráčskou kariéru.

## Klubové statistiky
| Sezona  | Klub                             | Soutěž     | Základní část | Základní část | Základní část | Základní část | Základní část | Základní část | Play off | Play off | Play off | Play off | Play off | Play off |
| Sezona  | Klub                             | Soutěž     | Z             | G             | A             | B             | TM            | + / -         | Z        | G        | A        | B        | TM       | + / -    |
| ------- | -------------------------------- | ---------- | ------------- | ------------- | ------------- | ------------- | ------------- | ------------- | -------- | -------- | -------- | -------- | -------- | -------- |
| 1996/97 | Spišská Nová Ves                 | SE         | 35            | 2             | 1             | 3             | 26            | -18           |          |          |          |          |          |          |
|         | HC Dukla Trenčín B               | 1. SHL     | 5             | 2             | 1             | 3             | 42            | -2            |          |          |          |          |          |          |
| 1997/98 | Springfield Falcons              | AHL        | 71            | 6             | 9             | 15            | 61            | +11           | 3        | 1        | 1        | 2        | 4        | +1       |
| 1998/99 | Springfield Falcons              | AHL        | 8             | 0             | 1             | 1             | 16            | -3            |          |          |          |          |          |          |
|         | Milwaukee Admirals               | IHL        | 66            | 9             | 16            | 25            | 75            | -3            |          |          |          |          |          |          |
| 1999/00 | Nashville Predators              | NHL        | 33            | 1             | 5             | 6             | 22            | -6            |          |          |          |          |          |          |
|         | Milwaukee Admirals               | IHL        | 31            | 13            | 8             | 21            | 37            | -8            |          |          |          |          |          |          |
| 2000/01 | Nashville Predators              | NHL        | 50            | 3             | 5             | 8             | 22            | +2            |          |          |          |          |          |          |
| 2001/02 | HC Dukla Trenčín                 | SE         | 6             | 2             | 0             | 2             | 0             |               |          |          |          |          |          |          |
|         | MoDo Hockey                      | Elitserien | 28            | 12            | 9             | 21            | 85            | +8            | 14       | 3        | 0        | 3        | 8        | -5       |
| 2002/03 | New York Rangers                 | NHL        | 10            | 1             | 0             | 1             | 0             | -5            |          |          |          |          |          |          |
|         | Hartford Wolf Pack               | AHL        | 26            | 6             | 15            | 21            | 30            | -2            |          |          |          |          |          |          |
|         | Pittsburgh Penguins              | NHL        | 19            | 3             | 2             | 5             | 10            | -9            |          |          |          |          |          |          |
|         | Wilkes-Barre/Scranton            | AHL        | 6             | 1             | 4             | 5             | 1             | -2            |          |          |          |          |          |          |
| 2003/04 | Djurgårdens IF                   | Elitserien | 41            | 18            | 13            | 31            | 73            | +16           | 4        | 1        | 1        | 2        | 6        | -8       |
| 2004/05 | Fribourg-Gottéron                | NL A       | 23            | 2             | 9             | 11            | 40            |               | 1        | 0        | 0        | 0        | 0        | [ 6 ]    |
| 2005/06 | Fribourg-Gottéron                | NL A       | 44            | 14            | 9             | 23            | 86            |               | 10       | 0        | 2        | 2        | 16       | [ 6 ]    |
|         |                                  | NL B       | 6             | 4             | 3             | 7             | 18            |               |          |          |          |          |          |          |
| 2006/07 | Skellefteå AIK                   | Elitserien | 52            | 9             | 20            | 29            | 46            | -13           |          |          |          |          |          |          |
|         |                                  | HA         |               |               |               |               |               |               | 3        | 0        | 0        | 0        | 2        | 0        |
| 2007/08 | HC Dukla Trenčín                 | SE         | 5             | 0             | 2             | 2             | 6             | 0             |          |          |          |          |          |          |
|         | Färjestads BK                    | Elitserien | 42            | 8             | 14            | 22            | 50            | +7            | 8        | 0        | 0        | 0        | 6        | -4       |
| 2008/09 | HC Dukla Trenčín                 | SE         | 2             | 0             | 2             | 2             | 0             | +3            |          |          |          |          |          |          |
|         | Dinamo Minsk                     | KHL        | 33            | 7             | 10            | 17            | 40            | -9            |          |          |          |          |          |          |
| 2009/10 | Dinamo Minsk                     | KHL        | 33            | 2             | 8             | 10            | 34            | -11           |          |          |          |          |          |          |
| 2010/11 | SaiPa Lappeenranta               | SM-liiga   |               |               |               |               |               |               |          |          |          |          |          |          |
| 2012/13 | ŠHK 37 Piešťany                  | SE         | 2             | 0             | 1             | 1             |               | +1            |          |          |          |          |          |          |
|         | HC Dukla Trenčín                 | SE         | 5             | 3             | 2             | 5             | 4             | 3             |          |          |          |          |          |          |
|         | Rögle BK Ängelholm               | Elitserien | 12            | 3             | 5             | 8             | 10            | -10           | 10       | 0        | 1        | 1        | 10       | -4       |
| 2013/14 | HC Dukla Trenčín HK Dynamo Minsk | SE         |               |               |               |               |               |               |          |          |          |          |          |          |

## Reprezentace
Slovensko reprezentoval na mistrovství světa v letech 2001, 2002 (zlato), 2003 (bronz), 2004, 2005 a 2010, na ZOH 2002 a Světovém poháru 2004.
Na MS 2002 proměnil rozhodující samostatný nájezd v semifinálovém zápase se Švédskem (před ním uspěl Žigmund Pálffy) a posunul Slovensko do finále, kde se po vítězství nad Ruskem stalo poprvé v historii mistrem světa. Lintner, který na akci zaznamenal bilanci 4 góly a 4 asistence, byl prohlášen za člena All Stars týmu. Zatím odehrál 105 reprezentačních zápasů, vstřelil 14 branek. Nosí reprezentační dres číslo 41.
Mistrovství světa 2006 v Lotyšsku pro něj znamenaly první neúčast na šampionátu po pěti letech, do Rigy však přicestoval a působil jako televizní spolukomentátor STV. V únoru 2007 reprezentační trenér Július Šupler oznámil, že Lintner více nemá ambice hrávat v reprezentaci a chce se věnovat klubovému hokeji a rodině. Na MS 2007 do Moskvy však opět přicestoval jako spolukomentátor zápasů.
V roce 2009 změnil své rozhodnutí o ukončení reprezentační kariéry, trenér Ján Filc ho nominoval na ZOH 2010. 18. ledna v zápase proti Čeljabinsku však utrpěl zlomeninu levé ruky, v nominaci byl proto nahrazen Ivanem Beránkem.
Glen Hanlon ho nominoval se MS 2010 v Německu, kde zaznamenal tři asistence. Slovensko překvapivě prohrálo v osmifinálové skupině s Dánskem 0:6,
celkově dosáhlo 12. místo.
Na dalších světových šampionátech se opět účastnil v pozici televizního spolukomentátor.

Statistiky hráče na Mistrovstvích světa a Olympijských hrách:
| Turnaj        | Místo konání                                   | Z  | G | A  | B  | Umístění         | Soupisky          |
| ------------- | ---------------------------------------------- | -- | - | -- | -- | ---------------- | ----------------- |
| MS 2001       | Německo (Norimberk, Kolín nad Rýnem, Hannover) | 7  | 0 | 2  | 2  | 7. místo         | Soupiska MS 2001  |
| ZOH 2002      | USA (Salt Lake City)                           | 4  | 1 | 1  | 2  | 13. místo        | Soupiska ZOH 2002 |
| MS 2002       | Švédsko (Göteborg, Jönköping, Karlstad)        | 9  | 4 | 4  | 8  | Zlatá medaile    | Soupiska MS 2002  |
| MS 2003       | Finsko (Helsinky)                              | 9  | 1 | 3  | 4  | Bronzová medaile | Soupiska MS 2003  |
| MS 2004       | Česko (Praha, Ostrava)                         | 8  | 2 | 3  | 5  | 4. místo         | Soupiska MS 2004  |
| SP 2004       | Severní Amerika, Evropa                        | 3  | 0 | 0  | 0  | 8. místo         | Soupiska          |
| MS 2005       | Rakousko (Vídeň, Innsbruck)                    | 7  | 0 | 0  | 0  | 5. místo         | Soupiska MS 2005  |
| MS 2010 –     | Německo (Kolín nad Rýnem a Mannheim)           | 6  | 0 | 3  | 3  | 12. místo        | Soupiska MS 2010  |
| Celkem na MS  |                                                | 46 | 7 | 15 | 22 |                  |                   |
| Celkem na ZOH |                                                | 4  | 1 | 1  | 2  |                  |                   |

## Rodina
Richard Lintner je ženatý, s manželkou Danielou mají dceru Kristýnu a dvojčata Simonu a Nikoly. Jeho otec byl profesionální fotbalista trenčínské Jednoty.